# Sommerance
Sommerance ist eine französische Gemeinde mit 48 Einwohnern (Stand 1. Januar 2022) im Département Ardennes in der Region Grand Est (vor 2016 Champagne-Ardenne). Sie gehört zum Arrondissement Vouziers, zum Kanton Attigny und zum Gemeindeverband Argonne Ardennaise.

## Geografie
Die Gemeinde Sommerance liegt in einem Seitental der Aire, 24 Kilometer südöstlich von Vouziers. Umgeben wird Sommerance von den Nachbargemeinden Landres-et-Saint-Georges im Norden und Nordosten, Exermont im Südosten, Fléville im Süden und Südwesten sowie Saint-Juvin im Westen.

## Bevölkerungsentwicklung
| Jahr                       | 1962 | 1968 | 1975 | 1982 | 1990 | 1999 | 2005 | 2010 | 2018 |
| -------------------------- | ---- | ---- | ---- | ---- | ---- | ---- | ---- | ---- | ---- |
| Einwohner                  | 92   | 78   | 56   | 58   | 65   | 52   | 49   | 45   | 43   |
| Quellen: Cassini und INSEE |      |      |      |      |      |      |      |      |      |

## Sehenswürdigkeiten
- Kirche Saint-Jean-Baptiste, errichtet Mitte des 19. Jahrhunderts

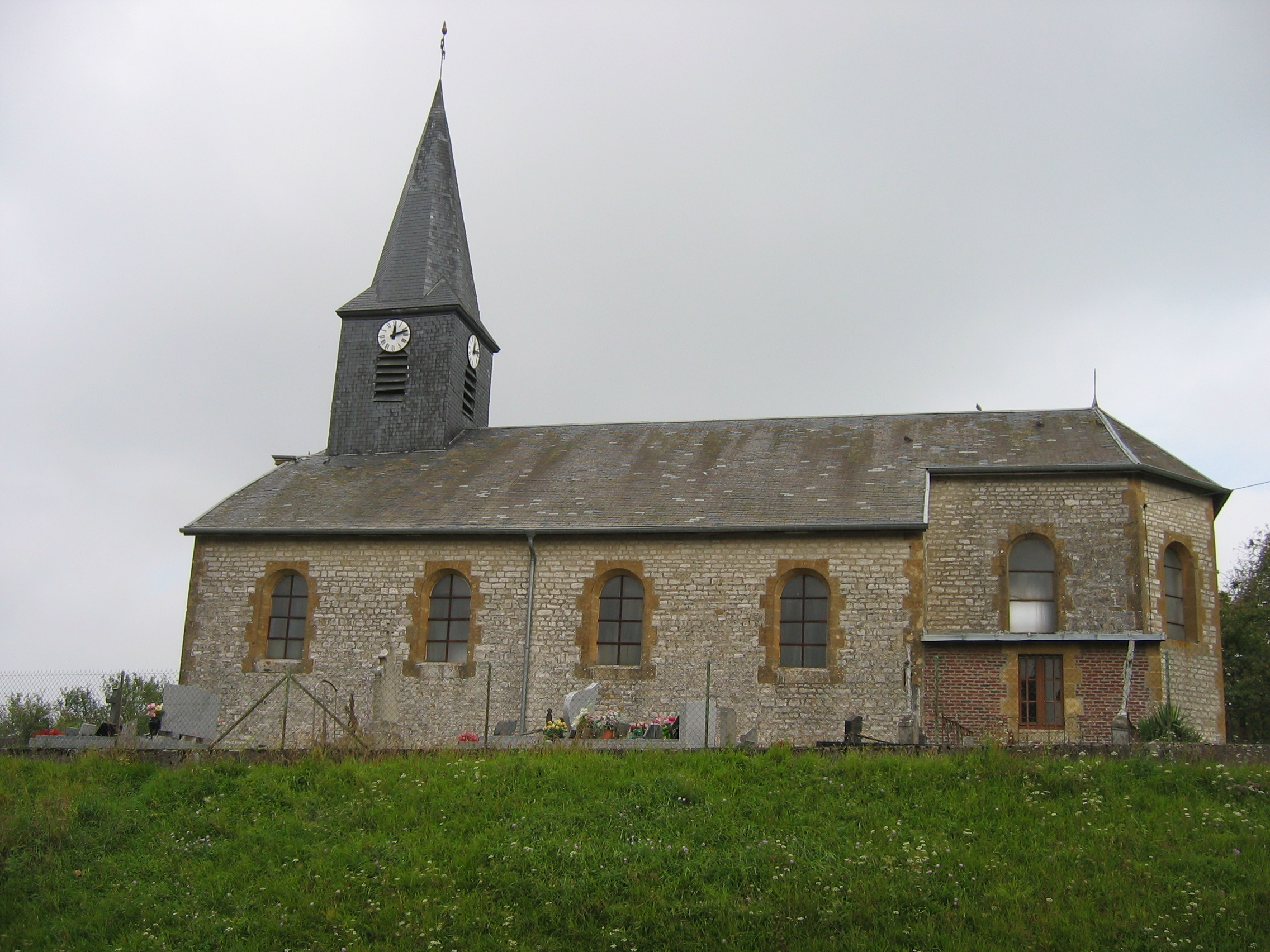
Kirche Saint-Jean-Baptiste